# Passato e presente (programma televisivo)
Passato e presente è un programma televisivo di divulgazione storica prodotto dalla Rai, in onda dal lunedì al venerdì su Rai 3 in fascia pomeridiana e in replica serale su Rai Storia. 
È il successore del programma Il tempo e la storia e si propone di raccontare gli eventi e i personaggi che hanno segnato la storia del mondo, per fornire strumenti di conoscenza del tempo presente.

## Format
Passato e presente si differenzia dal suo predecessore introducendo un format che prevede l'interazione tra il conduttore, l'ospite della puntata e tre giovani studenti universitari. Questi ultimi sono stati inseriti nel programma con lo scopo di restituire un’immagine del mondo giovanile diversa dallo stereotipo che vuole i giovani incolti, indolenti e chiusi nel loro mondo virtuale.
Ogni puntata termina con i titoli di uno o più libri consigliati dall'ospite per approfondire il tema trattato e dalle conclusioni del conduttore. La trasmissione si avvale di un comitato scientifico di tredici storici: Alessandro Barbero, Mauro Canali, Franco Cardini, Giovanni De Luna, Ernesto Galli Della Loggia, Agostino Giovagnoli, Alberto Melloni, Gilles Pécout, Francesco Perfetti, Giovanni Sabbatucci, Silvia Salvatici, Alessandra Tarquini e Lucio Villari.

## Edizioni
| Edizione | Periodo           | Periodo        | Conduttore  | Puntate |
| Edizione | Inizio            | Fine           | Conduttore  | Puntate |
| -------- | ----------------- | -------------- | ----------- | ------- |
| 1        | 10 ottobre 2017   | 15 maggio 2018 | Paolo Mieli | 145     |
| 2        | 29 ottobre 2018   | 4 giugno 2019  | Paolo Mieli | 131     |
| 3        | 11 novembre 2019  | 27 luglio 2020 | Paolo Mieli | 116     |
| 4        | 16 novembre 2020  | 21 maggio 2021 | Paolo Mieli | 104     |
| 5        | 9 dicembre 2021   | 25 maggio 2022 | Paolo Mieli | 87      |
| 6        | 5 dicembre 2022   | 23 marzo 2023  | Paolo Mieli | 59      |
| 7        | 12 ottobre 2023   | 21 giugno 2024 | Paolo Mieli | 120     |
| 8        | 30 settembre 2024 | 30 maggio 2025 | Paolo Mieli | 119     |

## Spin off
Dall'11 ottobre al 3 dicembre 2021 sono andate in onda 40 puntate di Le storie di Passato e presente, ideate a partire dalle edizioni precedenti di Passato e presente e a cui hanno partecipato gli stessi giovani storici presenti nella trasmissione originaria.

## Riconoscimenti
- 2022 – Premio Flaiano
  - Premio per il programma culturale a Paolo Mieli